# 自动售烟机

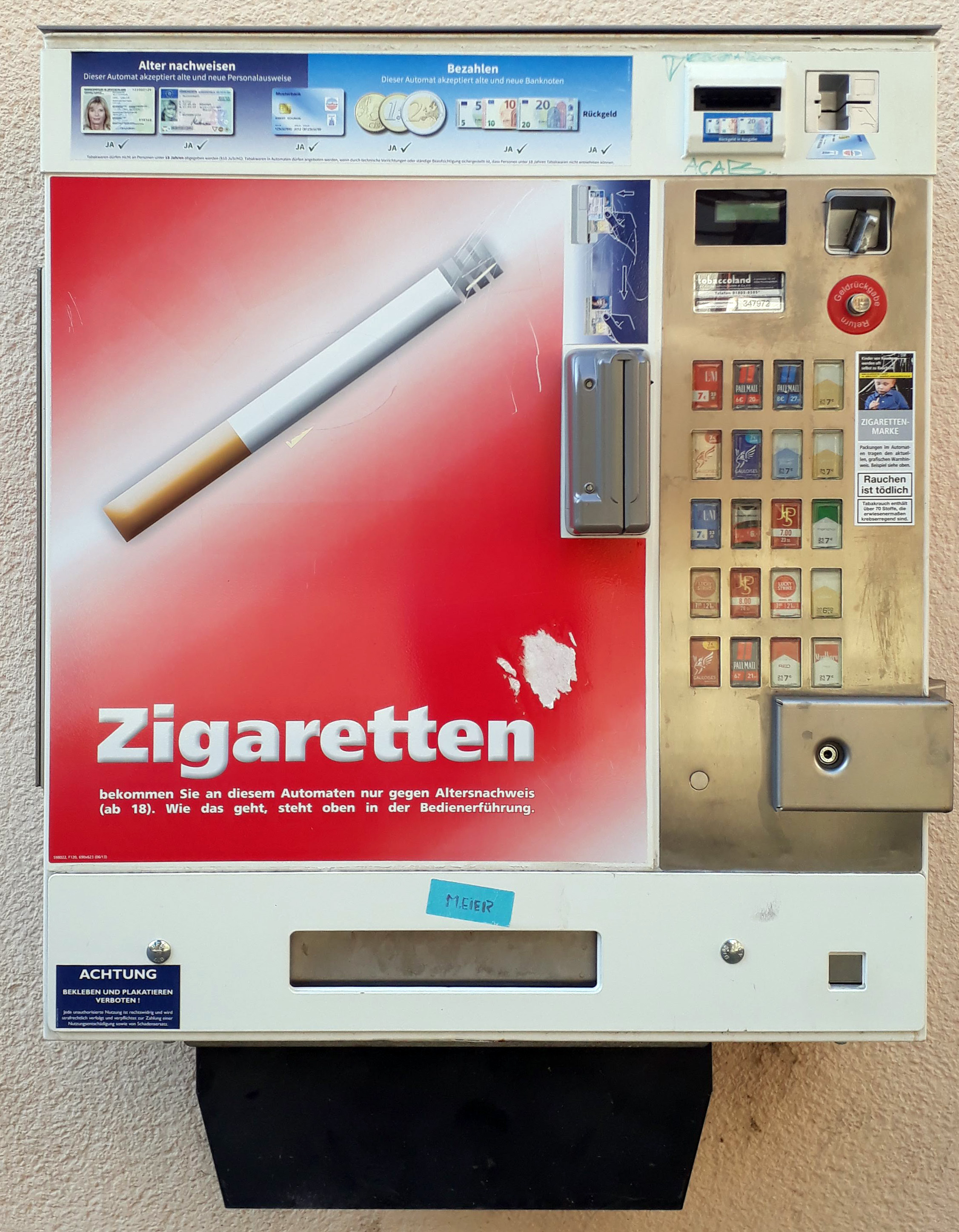
德国纽伦堡的自动售烟机

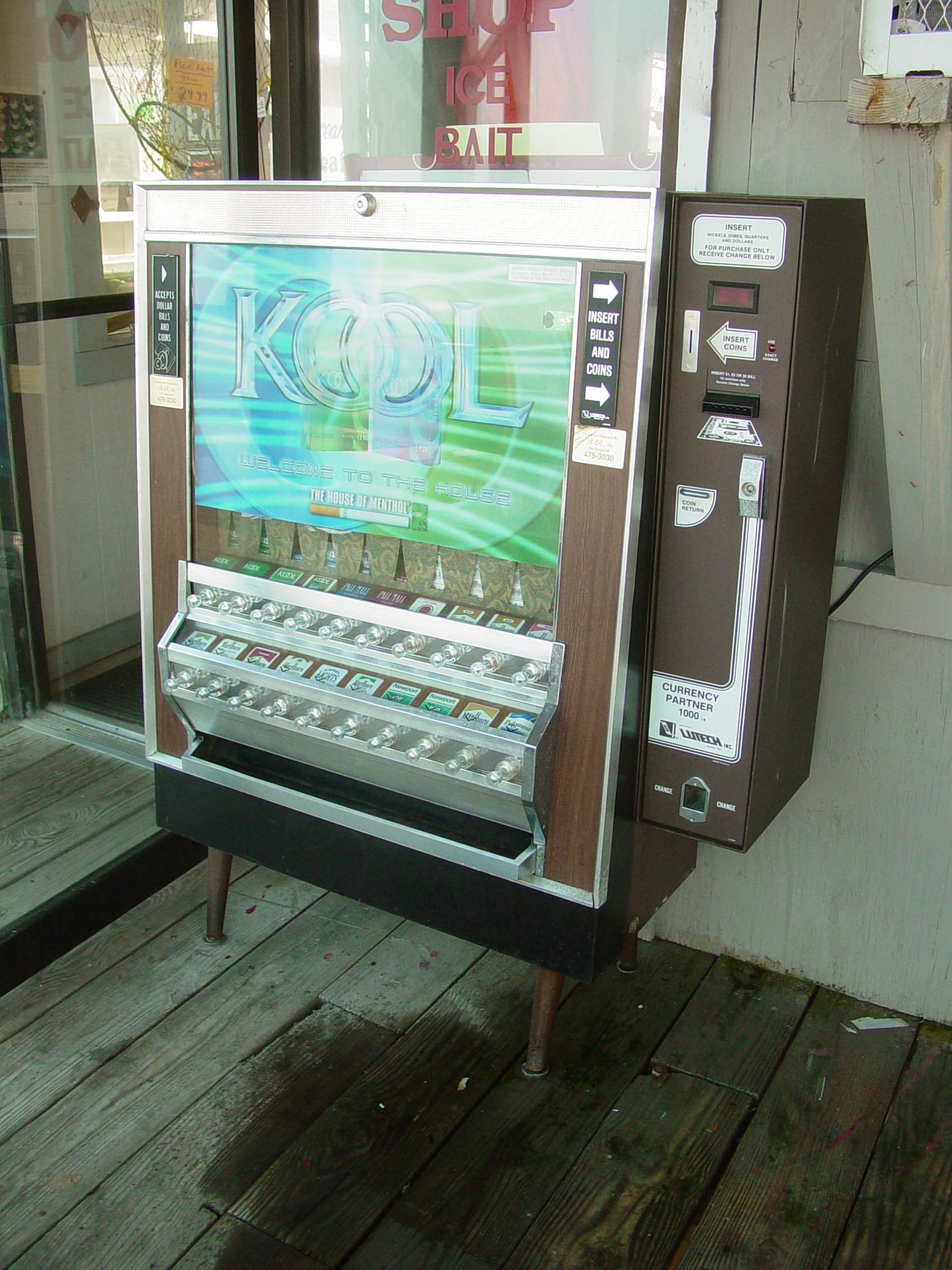
弗吉尼亚州弗吉尼亚海滩的自动售烟机

自动售烟机是一种以出售香烟换取付款的自动售货机。为了预防未成年人私自购买香烟，所以现在大部分国家及地区已经停止服务。

## 禁令和限制
为了帮助限制向未成年人销售烟草，许多国家对自动售烟机进行了监管。

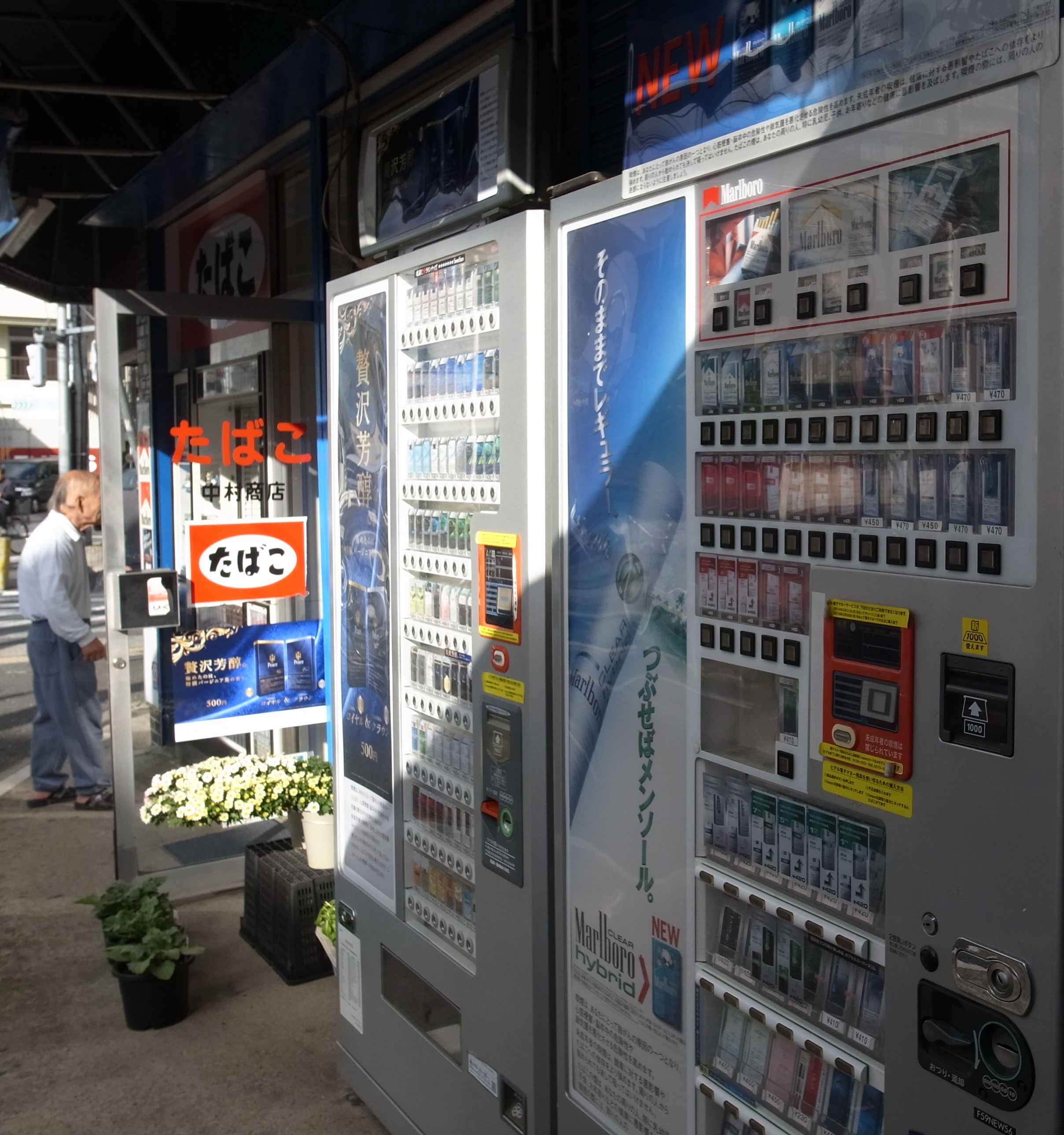
东京的香烟自动售货机

### 日本
自2008年7月以来，如果一家公司被发现向20岁以下的法定年龄人士出售烟草，该公司可能会面临起诉。为了避免这种情况，日本推出了一种政府注册的电子智能卡，名为"Taspo"，允许用户从自动售烟机购买烟草。要获得Taspo卡，购买者必须向提供此服务的任何经政府授权的企业出示护照或身份证。
作为一种自动确认年龄的技术，藤高公司正在开发一项使自动售货机能够利用数字相机的技术，通过观察潜在购买者的面部皱纹和下垂情况来判断是否达到购买香烟的法定年龄。该系统将会比对面部特征，如骨骼结构、下垂和鱼尾纹等，与超过 100,000 人的记录进行比对。然而，如果用户未能通过验证，他们仍然可以使用带有 Taspo 卡的自动售货机。

### 各国监管状况

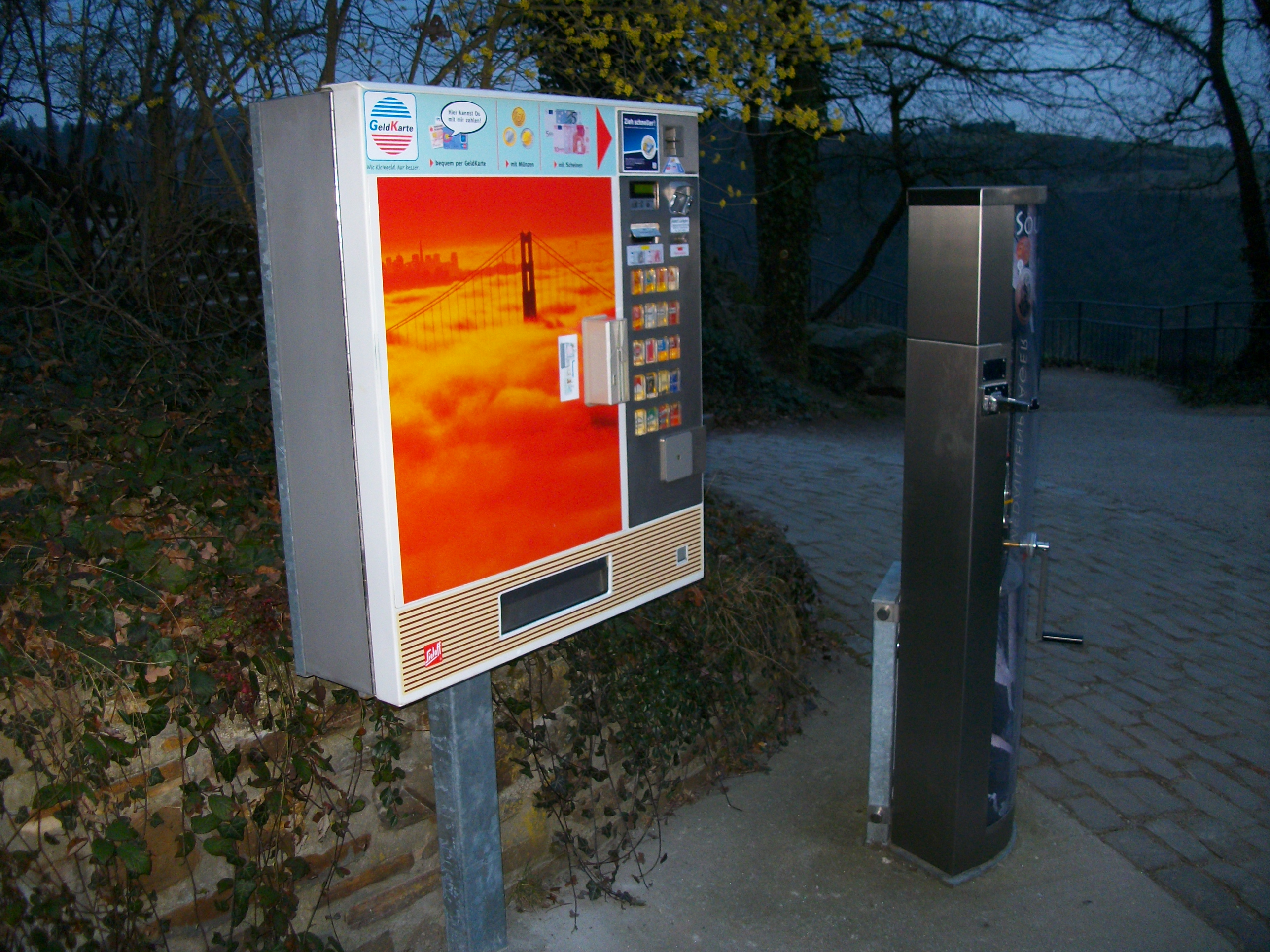
德国自动售烟机（带年龄验证）

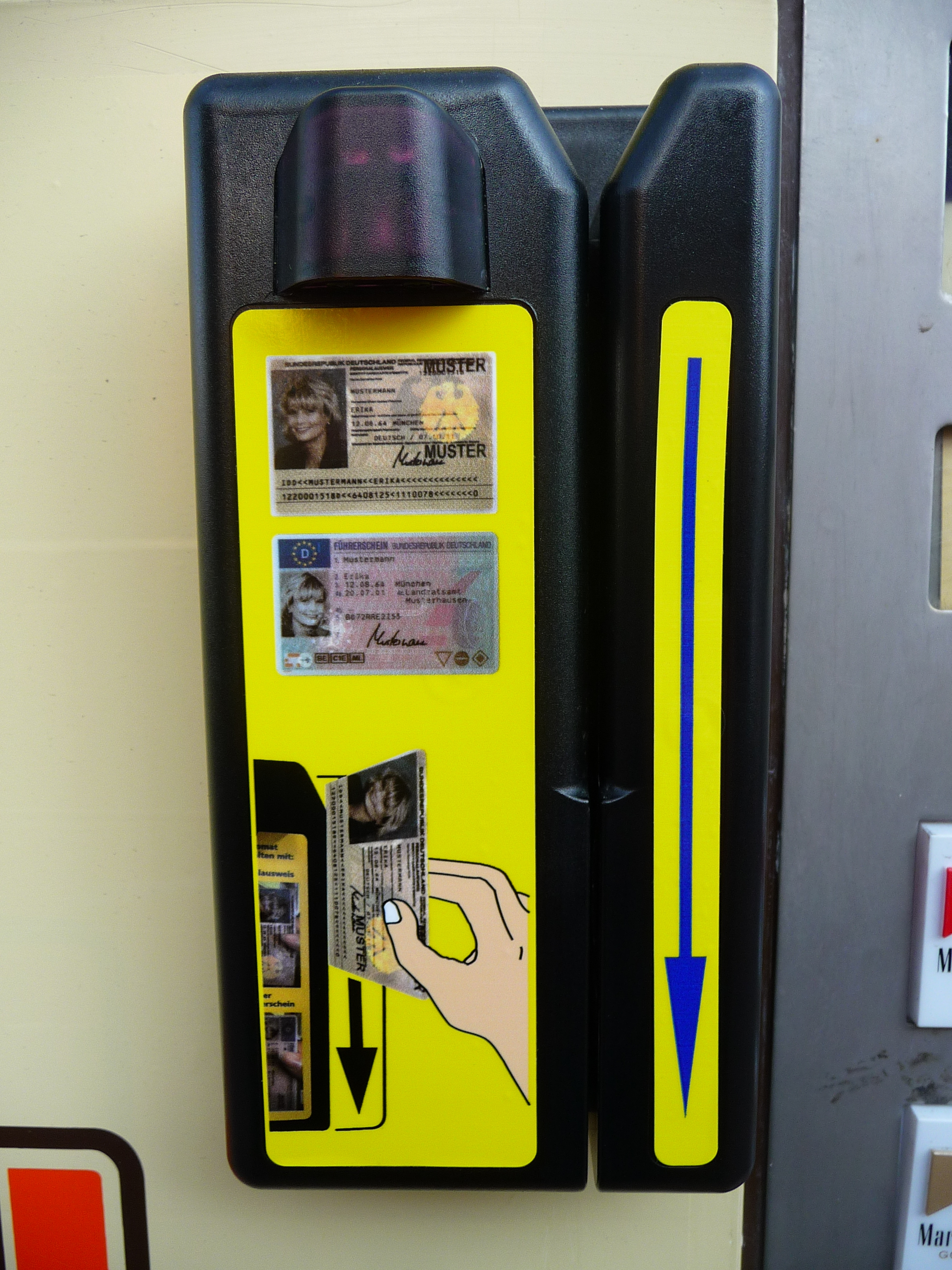
德国身份证和欧洲驾驶执照读取设备（德国）

| 国家/地区  | 关于自动售烟机的情况 |
| ---------- | --- |
|            | 禁止 18 岁以下销售。只能位于有酒类许可的场所和博彩场所，必须显示健康警告，并且不能包含产品图像（黑白标签上仅包含说明和价格）。                                                                                              |
| 奥地利     | 禁止 18 岁以下销售。机器必须通过要求插入借记卡或手机验证来尝试验证顾客的年龄。 |
| 比利时     | 禁止 18 岁以下销售。机器需要由负责任的成年人锁定/解锁。 |
| 保加利亚   | 禁止 |
| 加拿大     | 规定因省而异。要么彻底禁止，要么限制在有许可的设施内，限制成年年龄以上的人进入。 |
|            | 禁止 |
| 賽普勒斯   | 禁止 |
| 捷克       | 18 岁以下禁止销售。仅位于酒吧和类似场所的机器。 |
| 丹麦       | 禁止 18 岁以下销售。机器通常位于餐厅、酒吧和酒店大堂。年龄验证由工作人员监控。 |
| 爱沙尼亚   | 禁止 |
| 芬兰       | 禁止 |
| 法國       | 禁止 |
|            | 禁止 |
| 德国       | 禁止 18 岁以下销售。机器必须提供年龄验证（通常：德国身份证、欧洲驾驶执照或电子现金卡）。2007 年之前，禁止向 16 岁以下人士销售。自 2008 年 12 月 31 日起，所有公共卷烟机都必须进行年龄验证，以证明购买者已年满 18 岁或以上。 |
| 希腊       | 禁止 |
| 根西       | 在对现行烟草广告法进行修订后，一项禁令于 2010 年 7 月 1 日获得批准。全面禁令从未生效，但 2013 年的一项法律禁止自动售货机在公共场所销售烟草产品。                                                                            |
| 匈牙利     | 禁止 |
| 冰島       | 禁止 |
| 愛爾蘭     | 禁止 18 岁以下销售。自 2009 年 7 月 1 日起仅限于有许可的场所。一旦确定了购买者的年龄，自动售货机就可以通过从酒吧获得的令牌或卡进行操作。                                                                                    |
| 以色列     | 禁止 |
| 義大利     | 禁止 18 岁以下销售。机器必须包含电子设备以验证购买者的年龄。 |
| 拉脫維亞   | 禁止 |
| 立陶宛     | 禁止 |
| 盧森堡     | 禁止 18 岁以下销售。在发放代币之前，必须在柜台或酒吧证明年龄才能使用机器。 |
| 馬爾他     | 18 岁以下禁止销售。 |
| 荷蘭       | 18 岁以下禁止销售。一旦购买者的年龄得到验证，代币将在柜台发放。 |
| 新西兰     | 18 岁以下禁止销售。仅位于酒吧和类似场所的机器。从2004年12月10日起，机器只能由员工操作。 |
| 挪威       | 18 岁以下禁止销售。机器是代币操作的。 |
| 波蘭       | 禁止 |
| 葡萄牙     | 禁止 18 岁以下销售。机器必须包含电子设备以验证购买者的年龄。 |
| 羅馬尼亞   | 禁止 |
| 斯洛伐克   | 禁止 |
| 斯洛維尼亞 | 禁止 |
| 西班牙     | 禁止 18 岁以下销售。必须显示健康警告，并要求所有者或通过特殊令牌激活机器（这些机器可以在餐馆、酒吧、加油站、游戏场所或售货亭找到）。除专门的烟草商店外，严禁在这些场所的门面张贴烟草销售广告。                              |
| 新加坡     | 禁止 |
| 瑞典       | 18 岁以下禁止销售。 |
| 瑞士       | 26 个州中有 21 个州的机器销售有年龄限制（12 个州 - 16 岁以下；9 个州 - 18 岁以下；5 个州 - 无年龄限制（尽管大多数零售商不会向 16 岁以下的人出售产品。）。                                                                   |
| 泰國       | 禁止 |
| 乌克兰     | 禁止 |
| 英国       | 英格兰自2011年10月1日起禁止，威尔士自2012年2月1日起禁止，北爱尔兰自2012年3月1日起禁止，苏格兰自2013年4月29日起禁止 |
| 美国       | 仅在不允许 18 岁以下人员进入的设施中，并且仅在不允许 21 岁以下人员进入的传统酒吧中 |